# Quintanilla de la Mata
Quintanilla de la Mata ist ein Ort und eine nordspanische Landgemeinde (municipio) mit 108 Einwohnern (Stand: 2024) im Zentrum der Provinz Burgos in der Autonomen Gemeinschaft Kastilien-León.

## Lage und Klima
Der Ort Quintanilla de la Mata liegt in der kastilischen Hochebene (meseta) gut 50 km (Fahrtstrecke) südsüdwestlich von Burgos in einer Höhe von ca. 890 m. Durch die Gemeinde führt die Autovía A-1 von Burgos nach Madrid. Das Klima ist gemäßigt bis warm; Regen (ca. 602 mm/Jahr) fällt übers Jahr verteilt.

## Bevölkerungsentwicklung
| Jahr      | 1970 | 1981 | 1991 | 2001 | 2011 | 2021 |
| Einwohner | 294  | 183  | 174  | 166  | 144  | 117  |

## Sehenswürdigkeiten
- Adrianskirche aus dem 15./16. Jahrhundert
- Einsiedelei von San Roque